# 舍普季奇
49°39′16″N 23°24′42″E / 49.65444°N 23.41167°E
舍普季奇（烏克蘭語：Шептичі），是烏克蘭西部的村莊，隸屬利維夫州的桑比爾區。該村面積6.09平方公里，海拔高度282米，2024年人口243，人口密度每平方公里47.28人。